# Seznam českých kardinálů

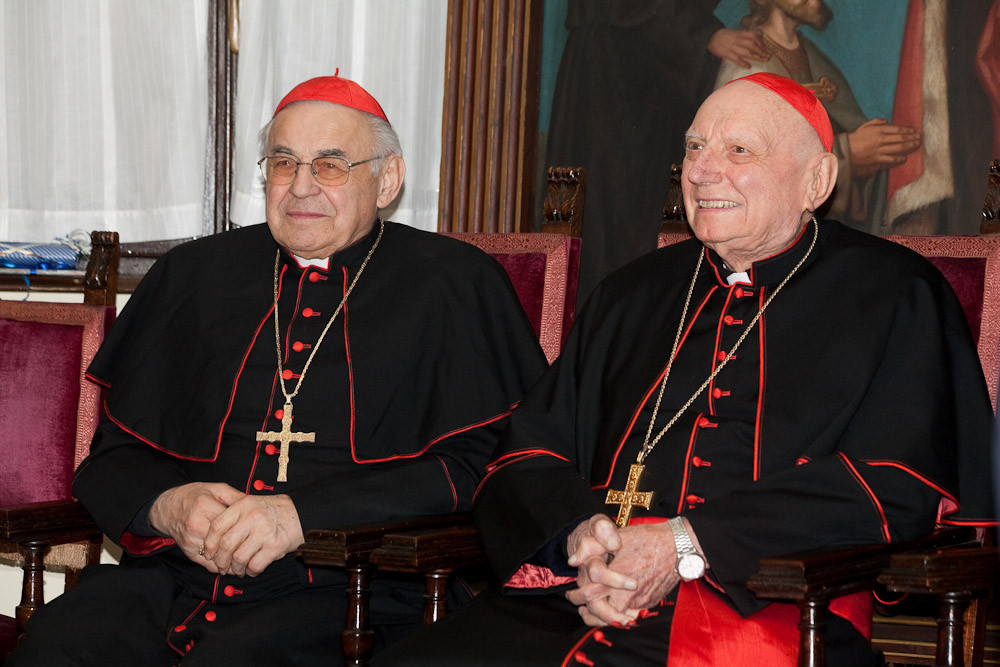
Kardinál Vlk a kardinál Špidlík

Toto je seznam českých a moravských kardinálů:

## Žijící
- Dominik Duka (kardinál-kněz, emeritní arcibiskup pražský) – od roku 2012

## Zemřelí

### Z řad pražských arcibiskupů
- Jan Očko z Vlašimi
- Zbyněk Berka z Dubé a Lipé
- Arnošt Vojtěch z Harrachu (kardinál-kněz) – od roku 1626
- Bedřich Jan Jakub Celestin Schwarzenberg (kardinál-kněz; kardinálem jmenován ještě jako arcibiskup salcburský) – od roku 1842
- František de Paula Schönborn-Buchheim-Wolfsthal (kardinál-kněz) – od roku 1889
- Lev Skrbenský z Hříště (kardinál-kněz; později se stal arcibiskupem olomouckým) – od roku 1901
- Karel Kašpar (kardinál-kněz) – od roku 1935
- Josef Beran (kardinál-kněz) – od roku 1965
- František Tomášek (kardinál-kněz) – od roku 1976 (in pectore, zveřejněno 1977)
- Miloslav Vlk (kardinál-kněz, emeritní arcibiskup pražský) – od roku 1994

### Z řad olomouckých biskupů a arcibiskupů
- Jan XII. Železný
- Ardicino della Porta mladší, administrátor
- Juan de Borja Lanzol de Romaní starší, administrátor
- František z Ditrichštejna (kardinál-kněz) – od roku 1599
- Wolfgang Hannibal ze Schrattenbachu (kardinál-kněz) – od roku 1712
- Ferdinand Julius Troyer z Troyersteinu – od roku 1747
- Antonín Theodor Colloredo-Waldsee-Mels – od roku 1803
- Maria Tadeáš Trauttmansdorff – od roku 1816
- Rudolf Johannes Joseph Rainier von Habsburg-Lothringen (kardinál-kněz) – od roku 1819
- Maxmilián Josef Sommerau-Beckh – od roku 1850
- Bedřich z Fürstenberka (kardinál-kněz) – od roku 1879
- František Saleský Bauer (kardinál-kněz) – od roku 1911

### Ostatní
- Michal Bedřich z Althanu, kardinálem 1719–1734
- František Hrzán z Harasova, kardinálem 1779–1804
- Štěpán Trochta (kardinál-kněz, biskup litoměřický) – od roku 1969 (in pectore, zveřejněno 1973)
- Tomáš Špidlík SJ (kardinál-jáhen) – od roku 2003, vzhledem k vysokému věku byl dispenzován od povinnosti biskupského svěcení

## Další kardinálové narození na území dnešní České republiky
- Jan Rudolf Kutschker (kardinál-kněz, arcibiskup vídeňský) – od roku 1877
- Friedrich Gustav Piffl (kardinál-kněz, arcibiskup vídeňský) – od roku 1914
- Theodor Innitzer (kardinál-kněz, arcibiskup vídeňský) – od roku 1933
- Christoph Schönborn OP (kardinál-kněz, emeritní arcibiskup vídeňský) – od roku 1998
- Michael F. Czerny, S.J. (kardinál-jáhen, prefekt Dikasteria pro službu integrálnímu lidskému rozvoji) – od roku 2019